# مارتن شيرمان
مارتن شيرمان (بالإنجليزية: Martin Sherman)‏ هو ممثل أمريكي، ولد في 28 نوفمبر 1966 في الولايات المتحدة.

## وصلات خارجية
- مارتن شيرمان على موقع IMDb (الإنجليزية)
- مارتن شيرمان على موقع ميوزك برينز (الإنجليزية)
- مارتن شيرمان على موقع قاعدة بيانات الفيلم (الإنجليزية)